# هيروشيغه ياناغيموتو
هيروشيغه ياناغيموتو (柳本 啓成) (ولد 15 أكتوبر 1972) هو لاعب كرة قدم ياباني سابق، شارك في كأس آسيا 1996 وكأس القارات 1995.

## روابط خارجية
- هيروشيغه ياناغيموتو على موقع الاتحاد الدولي (مؤرشف)  (الإنجليزية)
- هيروشيغه ياناغيموتو على موقع رابطة كرة القدم اليابانية للمحترفين (اليابانية)
- هيروشيغه ياناغيموتو على موقع قاعدة بيانات كرة القدم.إي يو (الإنجليزية)
- هيروشيغه ياناغيموتو على موقع ناشيونال فوتبول تيمز (الإنجليزية)
- هيروشيغه ياناغيموتو على موقع عالم كرة القدم.نت (الإنجليزية)

1. ↑  Hiroshige Yanagimoto – سجل منافسات الفيفا